# 香港李寧大廈

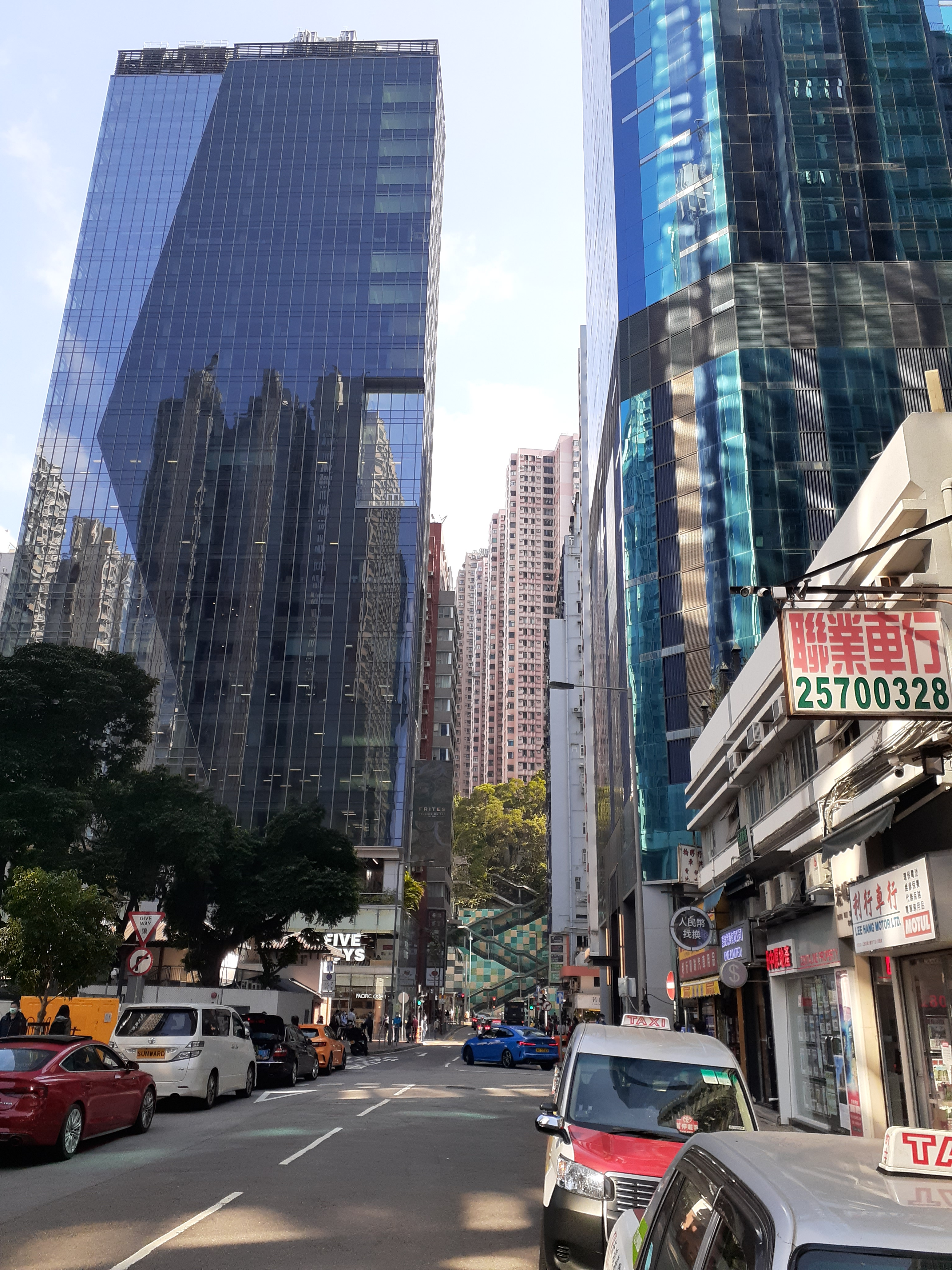
香港李寧大廈（圖左建築）

香港李寧大廈（英語：Hong Kong Li-Ning Building）是香港一座商業大廈，位於炮台山電氣道218號，樓高22層，於2019年落成，發展商是恒基兆業地產。

## 歷史
香港李寧大廈的前身是香港麗東酒店，前稱港匯東（Harbour East）。2023年12月，李寧公司以22.08億港元收購恒基兆業地產旗下全資附屬公司Vansittart Investment Limited，Vansittart Investment Limited持有港匯東全幢物業。李寧公司打算把港匯東部分樓面用作香港的總部，並於2024年易名為香港李寧大廈。

## 樓層分佈
- 25樓-28樓：李宁有限公司
- 17樓：勞工處 - 資訊科技管理科
- 15樓：環創社有限公司、勞氏清潔服務有限公司
- 11樓：旅遊事務署
- 10樓：富邦證券（香港）有限公司（1002室）
- 6樓：勞工處 - 資訊科技管理科（601A室）、活泉生命堂有限公司（602室）
- 5樓：勞工處 - 系統支援科（502室）
- 3樓：ATPI Travel (Hong Kong) Limited（302室）

## 外部連結
- 港匯東 （页面存档备份，存于）

- 港匯東 （页面存档备份，存于）